# Tribuna (revistă)
Tribuna este o revistă de cultură care apare la Cluj.
Revista a fost fondată de Ioan Slavici în 1884. O nouă serie a apărut începând din 10 februarie 1957, cu apariție săptămânală. Noua serie postrevoluționară, cu apariție bilunară, este editată sub egida [[județul Cluj|Consiliului Județean Cluj. Revista are 36 de pagini, cu rubrici definite: editorial, eseu, interviu, carte, arte plastice, muzică, film, teatru, tale quale, filosofie, traduceri. In 2016 va fi infiintata Tribuna Magazine, revista saptaminala in format electronic. Revista apare sub egida Consiliului Judetean Cluj in limbile romana, engleza si italiana.

## Personalități
În această revistă a debutat în anii 1970 poeta Ana Blandiana.

## Programul revistei
- afirmarea valorilor culturale autentice ale Transilvaniei în contextul spiritualității românești;
- încurajarea creației originale autohtone, promovarea și susținerea unor tineri talentați;
- recuperarea unor valori culturale ale diasporei românești;
- prezentarea spiritualității transilvane ca spațiu de interculturalitate (pagini dedicate unor scriitori de limba maghiară și germană din România);
- publicarea unor studii de istorie, demografie, filosofie, critică și istorie literară, în tradiția seriilor mai vechi ale Tribunei;
- sincronizarea cu valorile culturii universale prin traduceri, studii, eseuri, interviuri cu personalități artistice din străinătate;
- realizarea unor numere monografice dedicate culturii altor popoare, în primul rând tradițiilor culturale europene.

## Redactori-șefi
- înainte de 1990
  - Ioanichie Olteanu
  - Dumitru Mircea
  - Miron Scorobete 1957-1970
  - D.R. Popescu
  - Vasile Sălăjan

- după 1990
  - Augustin Buzura
  - Tudor Vlad
  - Ioan Maxim Danciu
  - Mircea Arman